# Canoë Kayak Club de l'île Robinson
Vous pouvez aider à l'améliorer ou bien discuter des problèmes sur sa page de discussion.
- Il n'est pas vérifiable et peut contenir des informations totalement erronées. Il est fortement conseillé aux contributeurs d'étayer son contenu par des sources fiables. Sans cela, sa suppression pourrait être envisagée. (si vous venez d'apposer le bandeau, veuillez cliquer sur ce lien pour créer la discussion et en afficher les indications). (Marqué depuis janvier 2025)
- Il peut contenir un travail inédit ou des déclarations non vérifiées. Vous pouvez l’améliorer en ajoutant des références. (Marqué depuis janvier 2025)

- Archive Wikiwix
- Bing
- Cairn
- DuckDuckGo
- E. Universalis
- Gallica
- Google
- G. Books
- G. News
- G. Scholar
- Persée
- Qwant
- (zh) Baidu
- (ru) Yandex
- (wd) trouver des œuvres sur Wikidata

Vous pouvez aider à l'améliorer ou bien discuter des problèmes sur sa page de discussion.
- Il ne cite pas suffisamment ses sources. Vous pouvez indiquer les passages à sourcer avec {{référence nécessaire}} ou {{Référence souhaitée}}, et inclure les références utiles en les liant aux notes de bas de page. (Marqué depuis janvier 2025)
- Son texte doit être wikifié : il ne correspond pas à la mise en forme Wikipédia (style, typographie, liens internes, liens entre les wikis, etc.). (Marqué depuis janvier 2025)

- Archive Wikiwix
- Bing
- Cairn
- DuckDuckGo
- E. Universalis
- Gallica
- Google
- G. Books
- G. News
- G. Scholar
- Persée
- Qwant
- (zh) Baidu
- (ru) Yandex
- (wd) trouver des œuvres sur Wikidata

Dernière mise à jour : 21/11/2012.
Le Canoë Kayak Club de l'ile Robinson (CKCIR St-Grégoire) est une association sportive de canoë-kayak, basée à Saint-Grégoire (Ille-et-Vilaine), en France.
Plusieurs groupes d'activité coexistent :
- Le loisir
- L'école de pagaie (Yaouank)
- Le Sprint
- Le kayak polo

Le club propose également au grand public de la location de canoës et kayaks, des séances encadrées et des stages pendant les vacances scolaires.

## Les athlètes du CKCIR

### Actuellement licenciés
- Sarah Troël, titulaire aux Jeux Olympiques de Rio 2016
- Quilian Koch, 3e aux championnats d'Europe senior en K4 500m, en 2022.

### Anciens athlètes
- Bertrand Hémonic,  titulaire aux Jeux Olympiques de Pékin 2008
- Vincent Lecrubier, 6e aux Jeux Olympiques de Pékin 2008 et vice champion du monde en K4 1000m en 2009 au Canada.
- Aurélien Legall, membre des équipes de France junior, U23 et senior.
- Guillaume Burger, titulaire aux Jeux Olympiques de Tokyo 2020
- Vanina Paoletti, titulaire aux Jeux Olympiques de Tokyo 2020

## Course en ligne

### Classements
Classement national des clubs de course en ligne
- 2024 : 2e
- 2023 : 2e
- 2022 : 3e
- 2021 : 3e
- 2020 : 4e
- 2019 : 3e
- 2018 : 4e
- 2017 : 4e
- 2016 : 3e
- 2015 : 2e
- 2014 : 3e
- 2013 : 5e
- 2012 : 6e
- 2011 : 7e
- 2010 : 3e
- 2009 : 3e
- 2008 : 4e
- 2007 : 3e
- 2006 : 3e
- 2005 : 3e

## Kayak-polo

### Résultats Sénior Hommes
Championnat de France
- Champions de France N1 en 2017
- Vice-champion de France 1997
- Champion de France 1996
- Champion de France 1995
- Vice-champion de France 1994
- Champion de France 1991
- Champion de France 1990

Coupe de France
- Médaille de bronze Coupe de France 1999
- Médaille d'argent Coupe de France 1996
- Médaille d'or Coupe de France 1991
- Médaille d'or Coupe de France 1990